# Gerry Gray
Gerard „Gerry” Gray (ur. 20 stycznia 1961 w Glasgow) – kanadyjski piłkarz pochodzenia szkockiego występujący na pozycji pomocnika.

## Kariera klubowa
Gray urodził się w Szkocji, ale w wieku 12 lat emigrował wraz z rodziną do Kanady. Karierę zaczynał w zespole Vancouver Whitecaps (rozgrywki NASL). W 1980 roku zdobył z zespołem mistrzostwo NASL. W Vancouver grał do 1982 roku, w tym czasie jednocześnie reprezentując jego ekipę piłkarską i futsalową. W sezonie 1982/1983 Gray grał dla Golden Bay Earthquakes z futsalowej ligi Major Indoor Soccer League (MISL).
W 1983 roku przeszedł do Montreal Manic z NASL. W tym samym roku został graczem drużyny New York Cosmos, dla której grał w ekipie futsalowej oraz piłkarskiej. W 1984 roku przeniósł się do Chicago Sting. Najpierw grał tam w drużynie piłkarskiej, a po likwidacji rozgrywek NASL, przeszedł do futsalowej sekcji Chicago Sting (liga MISL).
W 1986 roku przeszedł do futsalowego Tacoma Stars. Następnie był graczem zespołów St. Louis Steamers (MISL), Ottawa Intrepid (CSL), ponownie Tacoma Stars, Kansas City Comets (1990) oraz po dwa razy Toronto Blizzard i Hamilton Steelers (oba CSL). W 1991 roku Grey zakończył karierę.

## Kariera reprezentacyjna
W reprezentacji Kanady Gray zadebiutował 15 września 1980 w wygranym 4:0 towarzyskim meczu z Nową Zelandią. 16 listopada 1980 w zremisowanym 1:1 meczu eliminacji Mistrzostw Świata 1982 z Meksykiem strzelił pierwszego gola w trakcie gry w kadrze. W 1984 roku wystąpił na Letnich Igrzyskach Olimpijskich. W 1986 roku został powołany do kadry na Mistrzostwa Świata. Zagrał na nich w meczach z Węgrami (0:2) oraz Związkiem Radzieckim (0:2), a Kanada odpadła z tamtego turnieju po fazie grupowej. W latach 1980–1991 w drużynie narodowej Gray rozegrał w sumie 36 spotkań i zdobył 2 bramki.